# Piretita
La piretita és un mineral de la classe dels òxids. Rep el nom pel doctor belga Paul Piret (1932-1999), professor de cristal·lografia de la Universitat de Lovaina, Bèlgica. Va descriure unes 30 espècies minerals noves, en coautoria amb Michel Deliens.

## Característiques
La piretita és un òxid de fórmula química Ca(UO₂)₃(SeO₃)₂(OH)₄·4H₂O. Cristal·litza en el sistema ortoròmbic. La seva duresa a l'escala de Mohs és 2,5.
Segons la classificació de Nickel-Strunz, la piretita pertany a «04.JJ - Selenits amb anions addicionals, amb H₂O» juntament amb els següents minerals: marthozita, guil·leminita, demesmaekerita i haynesita.

## Formació i jaciments
Va ser descoberta a la mina Shinkolobwe, situada a la localitat homònima de la província d'Alt Katanga, a la República Democràtica del Congo. També ha estat descrita a Zálesí, a la regió d'Olomouc (República Txeca). Es tracta dels dos únics indrets a tot el planeta on ha estat descrita aquesta espècie mineral.